# Asian and Oceanian Stock Exchanges Federation
1982 wurde die Asian and Oceanian Stock Exchanges Federation (AOSEF), damals East Asian Stock Exchanges Conference (EASEC), als informelle Organisation gegründet. 1990 wurde sie zu einer offiziellen internationalen Börsenvereinigung mit dem Namen East Asian Oceanian Stock Exchanges Federation (EAOSEF), der geografische Einzugsbereich der Mitglieder wurde ein erstes Mal erweitert. 2005 wurde der Name erneut geändert zum heute gültigen, der Einzugsbereich wurde noch einmal ausgedehnt und umfasste jetzt das Gebiet vom Westlichen Pazifik bis zur Mongolei im Norden und Indien/Pakistan im Westen.
Ihre Aufgabe ist es, gute Beziehungen und Informationsaustausch zwischen den Börsenmitglieder herzustellen und zu wahren.

## Mitglieder
- Bombay Stock Exchange (BSE)
- Ho Chi Minh Stock Exchange (HOSE)
- Indonesia Stock Exchange (IDX)
- Korea Exchange (KRX)
- Mongolian Stock Exchange (MSE)
- National Stock Exchange of India (NSE)
- Shenzhen Stock Exchange (SZSE)
- Taipei Exchange
- Stock Exchange of Thailand (SET)
- Hanoi Stock Exchange (HNX)
- Hong Kong Exchanges and Clearing (HKEX)
- Japan Exchange Group (JPX)
- Bursa Malaysia
- Philippine Stock Exchange (PSE)
- Shanghai Stock Exchange (SSE)
- Singapore Exchange (SGX)
- Taiwan Stock Exchange (TSEC)